# Carex wakatipu
Carex wakatipu är en halvgräsart som beskrevs av Donald Petrie. Carex wakatipu ingår i släktet starrar, och familjen halvgräs. Inga underarter finns listade i Catalogue of Life.